# Josh Ruben
Josh Ruben, född 30 juni 1983 i Washington i Washington D.C., är en amerikansk skådespelare, regissör och författare. Han har bland annat skrivit Scare Me som han också hade en roll i tillsammans med bland annat Aya Cash och Chris Redd.
Han debuterade på Sundance Film Festival 2020.